# Grand Prix de Sharm el-Sheikh
Le Grand Prix de Sharm el-Sheikh est une course cycliste organisée de 2007 à 2009. Il se déroulait chaque année en Égypte et faisait partie de l'UCI Africa Tour en catégorie 1.2.

## Palmarès
| Année | Vainqueur        | Second             | Troisième          |
| ----- | ---------------- | ------------------ | ------------------ |
| 2007  | Ján Šipeky       | Ahmed Mohammed Ali | Fadi Khan Shikhoni |
| 2008  | Amr Mahmoud      | Goran Smelcerovic  | Ahmed Rashad       |
| 2009  | Ivaïlo Gabrovski | Khan Shaikhouni    | Gebrehiwet Merhawi |